# 애니플러스
애니플러스(Aniplus)는 일본 애니메이션 시리즈를 주로 방송하는 대한민국의 텔레비전 채널이다.해산법인 애니플러스 2004년 7월 31일 설립 2009년 12월 7일에 개국하였다. 현재 디지털 케이블 채널과 IPTV(SK브로드밴드, KT, LGU+)를 통해서 방송되고 있고 2010년 12월 31일부터는 스카이라이프에서도 방송하고 있다. 2018년 10월 15일 존속법인 미래에셋대우기업인수목적2호 설립
본래는 C&그룹 산하의 경제채널이었던 생활경제TV였으나, C&그룹이 해체되면서 제이제이미디어웍스에 인수되었고, 사업과 업종이 변경되어 장르를 애니메이션 채널로 전환하여 2009년 12월 7일 재개국했다. 현재는 애니메이션 전문방송으로 운영 중이다.

## 개요
2004년 9월 10일 경제전문채널인 생활경제TV로 개국하였다가 2009년 7월 ㈜제이제이미디어웍스에서 인수한 뒤 한달 인 8월에 사명을 현재의 이름으로 변경하였고 채널 업종을 경제전문채널에서 애니메이션 전문 채널로 전환하여 2009년 12월 7일 개국하였다. 그 동안 영유아 및 어린이들의 전유물로만 알려졌던 애니메이션의 수준을 높여서 청소년 및 성인층을 주 시청자로 잡고 있으며 일본에서 방영하고 있는 12세 이상 애니메이션을 독점 수입하여 한일 동시방영을 진행한다. 하지만 이러한 체제로 인해 한국어 음성지원이나 현지화없이 일본 원판의 음성과 영상을 유지시키고 한국어 자막만 추가하여 방송하고 있다. 개국 초기에는 디지털 케이블 채널과 IPTV에서만 방송해왔으나 2010년 12월 스카이라이프와 합의하여 2011년 1월 1일부터는 위성채널에서도 방송하고 있다.

## 특색
동종의 애니메이션 채널과는 달리 국내 최초로 대한민국과 일본간 일본 신작 애니메이션을 동시에 방영하고 있으며 일본에서 방영되었던 애니메이션을 방영 후 1,2일이나 2,3일 이후 기준으로 방영을 하고있다. 기존 애니메이션 채널들은 일본 애니메이션을 방영할 때 대개 일본 현지에서 방영이 종료된 이후 1년이나 2년 이상 지난 후 후방영을 하는 편이지만 그 해에 방영하고 있는 일본 애니메이션을 1,2일 및 2,3일 이내 정도 국내에 동시방영을 하는 편이다. 이 같은 한일간 동시방영은 사상 최초로 애니플러스에서 처음으로 이뤄지게 되었으며 후에 애니맥스가 이러한 영향을 받아서 이와 유사하게 한일간 일본 애니메이션을 동시방영하는 체제로 변경하게 되었다.
방송법 규정에 따라 한국 성우들을 통해서 한국어 더빙 처리하여 방영하는 동종 애니메이션 채널과는 다르게 한일간 애니메이션 동시방영이라는 방식 때문에 한국 성우의 더빙 대신 일본어 전문 번역가들을 통해서 한글자막을 띄우는 방식으로 방영하고 있다.

## 한일 동시 애니메이션 방영 및 자막 방영
대한민국 국내 최초로 최신 일본의 애니메이션을 일본 현지와 1,2일 및 2,3일 간격으로 신속 동시방영을 하게 되었다. 2009년 개국 당시에는 기존의 애니메이션 방송사들과 마찬가지로 일본 현지에서 종영된 일본 애니메이션 일부를 자막판으로 방영하였고 2010년 4월부터 국내 최초의 한일 동시 애니메이션 방영을 시작하였다. 1945년 일본 제국의 식민지배에서 벗어나 광복을 맞이한지 65년만이자 1965년 한일 국교 정상화 및 1998년 김대중 정부의 일본문화 대개방 이후 12년만에 이뤄진 일이다.
일본 애니메이션 방영은 대한민국의 성우를 통한 더빙 방식이 아닌 일본의 성우의 원어 녹음을 그대로 반영하여 일본어 전문 번역가가 번역한 한글 자막을 통해서 방영하고 있다. 이는 일본과의 동시방영이라는 특수성도 있는데다가 1,2일이나 2,3일 정도 기준으로 한국에서 방영하기 때문에 대한민국 성우를 통한 더빙을 할 경우 성우 캐스팅과 녹음연습 및 시간 등이 촉박할 수 있기 때문에 부득이 동시방영의 특성상 자막판으로 방송하고 있다.
대한민국의 애니메이션 쿼터제에 따른 대한민국 정부 및 방송법 법령에 따라 일부 시간대는 대한민국에서 제작한 일부 아동 애니메이션을 방영하고 있다. 이전까지는 늑대 루보, 엔요의 전설 등 유럽이나 호주 등에서 제작한 해외 애니메이션도 방영한 적이 있다.
개국 이래 최초로 케모노 프렌즈를 통해서 대한민국의 성우들을 출연시켰다. 자사 성우가 따로없는 애니플러스 특성상 대부분이 외부 성우들이며 투니보이스 성우극회 및 대원방송 성우극회 출신 성우들이 출연하였다. 2019년 12월 11일부터는 어그레츠코 회사는 열바다를 더빙 방영하였다.
2020년 10월부터는 일본 애니메이션의 현지 첫 방영 이후 평균 1시간 차이로 방영을 하는 완전 동시방영을 시작했다.

## 인터넷 라이브 방송
애니플러스 공식 홈페이지에서 일본 애니메이션을 실시간으로 볼 수 있는 라이브 방송이다. TV에서 방영되는 애니플러스 동시방영 일본 애니메이션들을 24시간 애니플러스 공식 홈페이지에서 볼 수 있으며 TV에서는 대한민국 정부 및 방송법 법령에 따라 대한민국의 애니메이션 쿼터제에 따른 대한민국 아동 애니메이션 방송이 방송되는 시간대에도 여기에서는 애니플러스의 일본 애니메이션을 실시간 볼 수 있다.
다만 애니플러스 공식 홈페이지의 정회원으로 가입해야 볼 수 있으며 시청 요금이 별도로 있다. 19세 이상 시청가 일본 애니메이션의 경우 19세 미만 미성년자는 애니플러스 홈페이지 정회원이라도 시청할 수 없다.

## 관련사업
서울특별시 마포구 합정동에 동명의 일본 애니메이션 캐릭터샵을 직영하고 있다. 공식명칭은 '애니플러스샵'이다.
애니플러스샵은 대한민국의 지점 현황에 따르면 2024년 현재 기준이다.
- 서울 합정점
- 광주 충정로점
- 대전 중앙로점
- 부산 서면점

## 행사
2018년 11월에 경기도 고양시 일산 킨텍스에서 일본의 소니 뮤직 엔터테인먼트와 AGF(애니메이션 & 게임 페스티벌)을 주최하였다. 개국이래 열렸던 첫 대중 행사였으며 일본의 성우 일부가 방한하였다.

## 애니플러스 캐릭터 토너먼트
애니플러스에서 2013년부터 시작하여 열리는 이벤트로 애니플러스 공식 홈페이지에서 매년 열리고 있다. 2013년에는 2010년 ~ 2013년까지 방영하였던 일본 애니메이션 캐릭터들이 참가하였다가 2014년부터 당년도에 분기별로 방영되었던 애니메이션 캐릭터들을 위주로 진행하고 있다. 약칭 '애캐토' 라고도 한다.
애니플러스 홈페이지 회원으로 있는 시청자들이 직접 인터넷상으로 투표를 하며 우승자가 출연한 애니메이션은 2주간 무료로 다시보기 서비스를 실시한다. 또한 TOP 10에 오른 캐릭터들 중 2,3위에 오른 캐릭터가 출연한 애니메이션도 2주간 무료 다시보기 서비스를 실시하며 4위 ~ 10위에 오른 캐릭터와 애니메이션 작품은 애니플러스 방송을 통해서 소개된다.

## 논란 및 사건사고
2010년 3분기에 방영되었던 학원묵시록 5화에서 대한민국 실존배우인 배용준이 등장하게 되는데 작중에서 좀비로 표현하는 장면이 연출되면서 부득이 한국 한정으로 이 부분을 삭제편집하여 방영하였다. 애니메이션 가공인물이 아닌 실존인물을 대상으로 한 것이라 특히 대한민국에서 사회적 논란이 일어날 수도 있고 배용준이라는 실존 유명배우를 대상으로 한 것이라 생자(生者)에 대한 인신공격 및 명예훼손죄에도 해당된다. 실제 배용준 본인과 소속사 측은 애니메이션 제작사와 제작진을 상대로 법적소송을 벌이지 않은 것으로 알려졌다.
2012년 9월 12일 방영된 소드 아트 온라인 10화에서 크라딜이 키리토에게 칼을 찌르는 장면과 독을 먹이는 장면이 문제가 되면서 방송통신심의위원회에서 경고 조치를 받았고, 2013년 4월 4일 24화에서 스고우 노부유키가 아스나를 능욕하는 장면과 키리토에 의해 제거되는 장면이 문제가 되면서 2차 경고를 받았다. 이후 2016년 8월 26일 단간론파 3 -The End of 키보가미네 학원- 절망편에서는 츠미키 미캉의 성적 표현은 물론, 잔인한 장면이 유독 많이 나오면서 또 다시 경고를 받았다.
2012년 4분기 방영목록 중에 To LOVE 트러블 다크니스가 포함되어 있는데 내용상 수위가 높고 한국 내 성에 대한 인식과 방송 심의 문제로 동시방영이 무기한 보류되었다. 그러다가 유튜브 채널을 통해서 방영되었다가 2기가 방영되면서 무기한 TV 방영이 보류되었던 1기도 뒤늦게 한국 단독방영으로 방영이 되고 다시보기 서비스도 시행되었다. 2016년에 판권이 만료되어 현재는 다시보기 서비스가 제공되지 않는다.
2014년 1분기 방영목록 중에 슈퍼 소니코 애니메이션이 방영될 예정이었으나 1화 내용중에 무라야마 도미이치 전 일본 총리를 비하하고 야스쿠니 신사를 명시하는 장면이 포함되면서 국내정서를 고려하여 사실상 이 애니메이션의 국내방영을 전면 취소하였다. 이후 2016년 10월 주문은 토끼입니까?를 방영하기 시작하면서 WHITE FOX에서 만들어진 애니메이션을 다시 방영하고 있다. 다만 2016년 2분기작인 Re:제로부터 시작하는 이세계 생활에서는 펠릭스 아가일의 대사 (토라토라토라)를 묵음 처리하고, 자막도 수정한 채로 나왔다.
2014년 12월 5일에는 함대 컬렉션이 동남아 지부에서 수입되자 국내에서 정식 방영된다는 논란이 있었으나 해당 작품은 방영하지 않는다고 공지사항을 통하여 알려주었다. 동남아 지부는 국내 지부와는 독립적으로 운영하기에 경쟁 방송국인 애니맥스 코리아도 이를 방영하지 않기로 하여 함대 컬렉션의 국내 방영은 사그라들 수 있었다. 하지만 2015년 10월 일본이 제2차 세계 대전의 승전국이라는 비판을 받는 낙제 기사의 영웅담의 방영이 발표되면서 또 한번 논란이 일어났다. 다만 스토리가 전개될수록 수상에 의해 제국주의가 저지되면서 일본이 정상적인 국가가 됐다는 반(反)극우 요소가 작용함에 따라 이러한 논란은 사그라들었다.
2018년 12월 28일 1분기 신작 이벤트인 짝 맞추기 게임에서 종료 이틀 전 어느 유저가 기록을 10초 안에 세울 수 있다는 글이 올라왔으며 상위권 유저들이 부정행위를 저지른 거 아니냐는 의혹이 제기되었다. 애니플러스는 "신작 공개와 함께 이벤트를 즐기기 위해 준비한 것이었으나 너무 과열됨과 동시에 비정상적인 방법들이 난무하여 인지한 상태로 이에 대해 논의 중"이라며 답변했으며 당첨자 발표 당일인 1월 14일 공지 전 보상 조건을 미션을 클리어한 유저 중 10명을 추첨하여 경품을 증정하는 식으로 변경했다. (참여 횟수 만큼 당첨 확률 증가)

## 싱가포르 사업
Aniplus Asia는 싱가포르에 둔 동남아시아의 애니플러스 자매 채널이었다.  2009년 12월 7일에 설립되었다.  2020년 7월 19일 폐국했다. 홍콩과 인도네시아, 태국을 포함한 다양한 나라에서 이용할 수 있었다.